# فيرناندو دي كاسترو باخاريس
فيرناندو دي كاسترو باخاريس
مربٍّ إسباني من التيار الكراوسـي
وُلِد فيرنانـدو دي كاسترو باخاريس في مدينة ساهاغون في ٣٠ مايو ١٨١٤، وتوفي في مدريد في ٥ مايو ١٨٧٤. كان مربّيًا، وأستاذًا، وكاهنًا، وسياسيًا إسبانيًا، ومبادرًا بإنشاء مؤسسات للتعليم الجامعي للفقراء، ولإلغاء العبودية، ولتعليم المرأة.
حصل على درجة الدكتوراه في اللاهوت المقدس سنة ١٨٤٦، وكان فارسًا إضافيًا في الوسام الملكي لكارلوس الثالث (١٨٤٩)، وكاهن شرف للملكة إيزابيل الثانية (١٨٥٠–١٨٦٤)، وعضوًا عاملًا في الأكاديمية الملكية للتاريخ (١٨٦٤–١٨٧٤)، وسيناتورًا عن مقاطعة ليون (١٨٧١–١٨٧٣)، وفيلسوفًا مسيحيًا وصديقًا للكراوسيين، منهم خوليان سانث ديل ريو (١٨١٤–١٨٦٩). ومن المناصب الأخرى التي شغلها: أستاذ في كلية الفلسفة، وأستاذ تاريخ، ورئيس جامعة مدريد المركزية، ونائب رئيس معهد ليون الديني، والنائب الرابع لرئيس مجلس الشيوخ.
بين عامي ١٨٥٠ و١٨٥٢ كان أستاذًا لمادتي الأخلاق والدين في مدرسة فرانسيسكو سييرا الخاصة، وخلال تلك الفترة عُيِّن مديرًا للمدرسة العليا للفلسفة بواسطة أنطونيو خيل دي ساراطه، العضو في الأكاديمية الملكية الإسبانية للغة. وبعد إلغاء المدرسة الوطنية للفلسفة، رُشِّح (على الأرجح) لمنصب أسقف أوريهويلا، لكن ترشيحه رُفض ثلاث مرات.
في ٢٩ سبتمبر ١٨٥٢، عُيِّن أستاذًا عاملًا لمادة التاريخ العام في كلية الفلسفة والآداب بجامعة مدريد. حصل على درجة الإجازة في الفلسفة والآداب من الجامعة المركزية سنة ١٨٥٣ (ونال الشهادة رسميًا سنة ١٨٦٢).
في أكتوبر ١٨٥٣، بدأ فيرنانـدو دي كاسترو التواصل مع سانث ديل ريو وفلسفته الكراوسية.
في فبراير ١٨٥٥، ألقى أمام البلاط الملكي "عظته" الشهيرة عن التعريف العقائدي لعقيدة الحبل بلا دنس، حيث كان لا يزال يظهر تمسكًا أرثوذكسيًا، كما يتضح من عبارته التاريخية: "البروتستانتية تقود مباشرة إلى الاشتراكية؛ والكاثوليكية إلى الحضارة".
كُلِّف من الحكومة، بين عامي ١٨٥٧ و١٨٥٨، بالسفر ودراسة النظم التعليمية الأوروبية، وبأمر ملكي أُسندت إليه زيارة أهم المدارس الداخلية في فرنسا وسويسرا وألمانيا، (ويقترح بعض المؤلفين – دون مصادر – أنه التقى بأساتذة كراوسيين أوروبيين، وأن المدارس التي زارها كانت في الغالب فرنسية). كتب تقريرًا ("مذكرة") عن تجاربه في ذلك السفر، متعمقًا في تفاصيل الأسلوب، والإدارة، والحكم التعليمي.
شارك في تأسيس الجمعية الأنثروبولوجية الإسبانية سنة ١٨٦٤. وفي سنة ١٨٦٥، حين انتشر الكوليرا في مدريد، انضم إلى جمعية أصدقاء الفقراء.
في ٧ يناير ١٨٦٦، انضم بصفته عضوًا عاملًا إلى الأكاديمية الملكية للتاريخ، وألقى خطابه "الخصائص التاريخية للكنيسة الإسبانية".
في سنة ١٨٦٦، اختارته بلدية مدريد لإلقاء الخطبة الجنائزية في مراسم تكريم ضحايا الثاني من مايو في كنيسة سان إيسيدرو.
نقطة التحول
في ٣١ مايو ١٨٦٧، أمر المجلس الملكي للتعليم العام بفتح تحقيق تأديبي مع الأساتذة: فيرنانـدو دي كاسترو، لازارو باردون، مانويل ماريا خوسيه دي غالدو، ونيكولاس سالميرون. وفي ٩ مارس ١٨٦٨، صدر القرار بفصله من كرسيه الجامعي، ونُفِّذ القرار في ١٤ مارس. وأُعيد إلى منصبه، مع ستة أساتذة آخرين، بقرار من المجلس الثوري المؤقت في مدريد في ٣٠ سبتمبر من العام نفسه.
في ١ نوفمبر، عند افتتاح العام الجامعي ١٨٦٨–١٨٦٩ في الجامعة المركزية، ألقى خطاب الافتتاح بعنوان: "حرية العلم واستقلال التعليم"، وأعلن خلاله توليه منصب رئيس الجامعة، وهو المنصب الذي شغله حتى استقالته في ٢١ نوفمبر ١٨٧٠.
في ٣ فبراير ١٨٦٩، ألقى خطاب افتتاح "المجمع الفني والأدبي للسيدات"، وفي ٢١ من الشهر نفسه ألقى خطاب افتتاح "المؤتمرات الأحدية لتعليم المرأة" في قاعة سان برناردو بالجامعة المركزية.
وفي مايو ١٨٦٩، ألقى في بلباو خطابه الكبير عن وحدة الجنس البشري، بمناسبة تدشين نصب مالونيا تكريمًا للكاريليين الذين سقطوا في حصار ١٨٣٧. وكانت تلك آخر نشاطاته ككاهن، حيث قال عن نفسه إنه "فقد عذرية الإيمان، لكنه كسب في المقابل أمومة العقل وإيمانًا جديدًا بالله".
في ١ ديسمبر ١٨٦٩، افتتح برنامج تدريب المعلمات في المدرسة العليا المركزية للمعلمات، وأدخل هذه الدروس سنة ١٨٧٠ في "جمعية تعليم المرأة"، التي كان أول رئيس لها.
كان مؤيدًا لإلغاء العبودية، وترأس "الجمعية الإسبانية لإلغاء العبودية" بين عامي ١٨٦٩ و١٨٧٤. وكان سيناتورًا منتخبًا عن ليون في دورتي ١٨٧١–١٨٧٢ و١٨٧٢–١٨٧٣.
توفي عن عمر ستين عامًا، بسبب التهاب رئوي، في منزله رقم ٣٣ بشارع ليغانيتوس، في ٥ مايو ١٨٧٤. ودُفن في اليوم التالي في المقبرة المدنية بمدريد، بجانب خوليان سانث ديل ريو.
هذه بعض من أبرز مؤلفاته، من بين حوالي ٦٠ عملًا معروفًا:
عظة في الحفل الرسمي الذي أُقيم في ١٤ مايو ١٨٤٨ تكريمًا لشفيعه القديس توريبيو ألفونسو دي موغرابيخو، رئيس أساقفة ليما، ألقاها أبوه الروحي الدكتور دون فرناندو دي كاسترو، مدريد، ١٨٤٨.
التاريخ الحديث للاستخدام في المعاهد والكليات الثانوية، مدريد، ١٨٥٢.
تاريخ العصور الوسطى، مدريد، ١٨٥٢.
التاريخ القديم للاستخدام في المعاهد والكليات الثانوية، مدريد، ١٨٥٢.
التاريخ العالمي الدنيوي والخاص بإسبانيا، مدريد، ١٨٥٣.
مذكرة حول أنظمة التعليم الثانوي الداخلي والخارجي في الكليات، مدريد، ١٨٥٩.
السمات التاريخية للكنيسة الإسبانية (خطاب حول ذلك)، الأكاديمية الملكية للتاريخ، مدريد، ١٨٦٦.
المؤتمرات المناهضة للعبودية ١٨٧٢: الخطاب الافتتاحي الذي ألقاه دون فرناندو دي كاسترو، رئيس الجمعية الإسبانية لإلغاء العبودية، في ٥ يناير ١٨٧٢، مدريد، ١٨٧٢.
الوصية التذكارية للسيد دون فرناندو دي كاسترو، نشرها وصيه الشرعي والموصى له دون م. ساليس إي فيري، مدريد، ١٨٧٥.
فرناندو دي كاسترو، السمات التاريخية للكنيسة، بامبلونا، أورغويدي، ٢٠١١، رقم الإيداع الدولي ISBN 978-84-937462-4-7.

فتح أبواب الجامعة لجميع أنواع الجمعيات الخاصة بالتعليم الشعبي. ومن بين الحاضرين حينها في دروس الطباعة كان بابلو إغليسياس، الذي سيصبح الزعيم الكبير للاشتراكية الإسبانية.
حدثت استعادة النظام الملكي عندما اعتلى العرش أمديو الأول، الذي انتُخب بالتصويت في البرلمان في ١٦ نوفمبر ١٨٧٠. ومع الاستعادة، شهدت السياسات التعليمية تغيرًا جديدًا. خلال مرحلتها الأولى ذات التوجه المحافظ (حتى عام ١٨٧٩)، جرت محاولة لإعادة تطبيق النموذج التعليمي الإيزابيلي، وهو النموذج المناقض لما كان يقترحه فرناندو دي كاسترو. (خوسيه أندريس غاييغو، ١٩٨٢).
وفي ١٩ نوفمبر، نتيجة لتمرد عنيف في الجامعة، كان لا بد من اتخاذ إجراءات تأديبية ضد عدد من الطلاب، مما أثار احتجاجات غاضبة من حوالي ٢٠٠٠ طالب طالبوا بإطلاق سراح زملائهم، مستندين إلى الدستور والحريات التي تعلموها في القاعات الدراسية. ونتيجة لذلك، قدّم دون فرناندو دي كاسترو استقالته غير القابلة للرجوع من منصب رئيس جامعة مدريد المركزية، في نفس اليوم الذي انتُخب فيه أمديو دي سابويا ملكًا لإسبانيا.